# La voix du bon Dieu
La voix du bon Dieu — дебютный франкоязычный студийный альбом канадской певицы Селин Дион, выпущенный 9 ноября 1981 года.

## Информация об альбоме
Рене Анжелил, менеджер Селин Дион (впоследствии ставший мужем), заложил свой дом для того, чтобы создать собственную звукозаписывающую компанию и выпустить первые записи Селин. Он решил выпустить два альбома в одно время: La voix du bon Dieu и Céline Dion chante Noël (с рождественскими песнями).
В процессе записи альбома началось длительное сотрудничество Селин Дион с поэтом Эдди Марне, который писал песни для таких знаменитостей, как Барбра Стрейзанд, Эдит Пиаф и Нана Мускури. Впоследствии он стал соавтором и сопродюсером многих её ранних франкоязычных записей. Несколько композиций были написаны членами семьи Дион: матерью Селин, её братом Жаком, а также самой Селин Дион.
Альбом содержит первые три сингла Селин Дион: «Ce n'était qu’un rêve», «La voix du bon Dieu» и «L’amour viendra» (франкоязычная адаптация песни Дарио Балдана Бембо «Dolce fiore»), а также две кавер-версии: «Tire l’aiguille» (Рене Лебас) и «Les roses blanches» (Берта Сильва). Сингл «Ce n'était qu’un rêve» также был выпущен во Франции в 1982 году и стал первым синглом Селин Дион в этой стране, но планы о выпуске там альбома потерпели неудачу.
Два сингла из «La voix du bon Dieu» вошли в топ-20 чарта синглов Квебека: «Ce n'était qu’un rêve» (номер 14) и «La voix du bon Dieu» (номер 11). Было продано 30 000 копий альбомов в 1981 году и ожидалось, что будет продано 125 000 копий в следующем. В итоге «La voix du bon Dieu» разошёлся тиражом 100 000 экземпляров.
В 2005 году «Ce n’était qu’un rêve» и «La voix du bon Dieu» были включены в сборник лучших франкоязычных песен Селин Дион On ne change pas.

## Список композиций
| №  | Название                | Автор(ы)                                  | Продюсер(ы)         | Длительность |
| -- | ----------------------- | ----------------------------------------- | ------------------- | ------------ |
| 1. | «La voix du bon Dieu»   | Эдди Марне                                | Марне Рене Анжелил  | 3:15         |
| 2. | «Au secours»            | Робер Леро Пьер Летурно                   | Анжелил             | 3:27         |
| 3. | «L'amour viendra»       | Марне Америго Касселла Дарио Балдан Бембо | Марне Анжелил       | 4:18         |
| 4. | «Autour de moi»         | Тереза Дион Пьер Александр Тремблэ        | Анжелил             | 2:55         |
| 5. | «Grand maman»           | Т. Дион Селин Дион Жак Дион               | Анжелил             | 3:37         |
| 6. | «Ce n'était qu'un rêve» | Т. Дион С. Дион Ж. Дион                   | Даниэль Этю Анжелил | 3:49         |
| 7. | «Seul un oiseau blanc»  | Марне Этю                                 | Марне Этю           | 4:11         |
| 8. | «T'ire l'aiguille»      | Марне Эмили Стерн Эдди Барклай            | Анжелил             | 2:19         |
| 9. | «Les roses blanches»    | Шарль-Луи Потье Леон Ратье                | Анжелил             | 5:52         |

## Хронология релиза альбома
| Регион | Дата выпуска  | Лейбл         | Формат          | Каталог    |
| ------ | ------------- | ------------- | --------------- | ---------- |
| Канада | 9 ноября 1981 | Super Étoiles | LP              | SPE 4101   |
| Канада | 9 ноября 1981 | Super Étoiles | Компакт-кассета | 16-SP 1900 |
| Канада | 1983          | Saisons       | LP              | SNS 70000  |
| Канада | 1983          | Saisons       | Компакт-кассета | SNS 4-7000 |